# Đỗ Hữu Vị
Đỗ Hữu Vị (1883–1916) là một phi công người Việt phục vụ trong Quân đội Pháp. Nhiều tài liệu cho rằng ông "là người Việt Nam đầu tiên lái máy bay chiến đấu".

## Thân thế - Sự nghiệp
Ông sinh ngày 17 tháng 2 năm 1883 tại Chợ Lớn. Ông là con trai út của Tổng đốc Đỗ Hữu Phương, một điền chủ giàu có lừng lẫy tiếng tăm ở Nam Kỳ thời bấy giờ.
Từ nhỏ, ông theo học tại Trường Trung học La San Taberd (Sài Gòn), rồi cùng mấy anh em được gửi sang Pháp theo học tại trường Lycée Janson-de-Sailly (Paris, Pháp). Sau khi tốt nghiệp, ông theo học trường dự bị Lycée Louis-le-Grand, tuy nhiên không lâu sau, ông dự thi và trúng tuyển vào Trường võ bị Saint-Cyr (École spéciale militaire de Saint-Cyr) cuối năm 1904 và tốt nghiệp với quân hàm Thiếu úy năm 1906.

Đỗ Hữu Vị (người bên phải) và Victor Ménard

Sau khi ra trường, ông gia nhập lực lượng Lê dương Pháp, phục vụ trong Trung đoàn Lê dương số 1 (1er régiment etranger) và chiến đấu tại Oujda Maroc, Casablanca và trong khu vực le Haut-Guir septentrional từ năm 1907 cho đến 1908. Từ giữa năm 1908, ông về chính quốc, tham gia đội phi hành của Louis Charles Joseph Blériot bay qua biển Manche và từ đó thích nghề bay. Tại đây, ông kết bạn với một phi công trẻ là Victor Ménard.
Cuối năm 1908 cho đến 1910, ông tình nguyện tham gia chiến đấu tại biên giới Maroc và Algérie. Cuối năm 1910, ông trở về Pháp, theo học phi công quân sự (l’école militaire de pilotage) và được Câu lạc bộ Hàng không Pháp quốc (Aéroclub de France) cấp bằng cơ phó (lieutenant-pilote). Cuối năm 1911, ông cùng Ménard thực hiện chuyến bay vòng quanh nước Pháp lần thứ nhất.
Tháng 12 năm 1912, ông trở lại Maroc, tham gia phi đội trinh sát của tướng Brulard, được thăng Trung úy và phục vụ đến năm 1913. Cuối năm 1913, ông nghỉ phép ở Đông Dương, được Toàn quyền Pháp bấy giờ là Albert Sarraut nhờ giúp đỡ để xây dựng những cơ sở cho cơ quan hàng không thuộc địa. Ông cũng tham gia thử nghiệm một loại thuyền lướt trên mặt nước, chạy bởi động cơ cánh quạt máy bay do Charles de Lambert chế tạo (l’hydroglisseur Lambert) trên sông Cửu Long và sông Hồng. Các cuộc biễu diễn biểu diễn máy bay của ông ở Sài Gòn và Hà Nội làm dân chúng bàn tán sôi nổi một thời.
Tháng 8 năm 1914, ông tình nguyện trở lại Pháp để tham chiến. Khi Toàn quyền Albert Sarraut giữ lại, ông nói:
Tôi vừa là người Pháp, vừa là người Nam; bổn phận của tôi lại nặng gấp đôi Ngài"
("Il me faut être doublement courageux, car je suis à la fois Français et Annamite").

Đỗ Hữu Vị hàng ngồi, thứ 2 từ trái sang phải cùng các phi công phi đoàn phóng pháo số 1 - các phi đội VB101, VB102, VB103 sau một phi vụ ném bom Ludwigshafen, trở về căn cứ Terrain de Malzéville (đông bắc Pháp), ngày 27 tháng 5 năm 1915

Về Pháp và tham gia lực lượng hàng không trinh sát trong Thế chiến thứ nhất, ông lập nhiều công tích và được chính phủ Pháp tặng thưởng huân chương Bắc Đẩu Bội tinh ngũ đẳng (Chevalier de la Légion d'honneur). Năm 1915, trên đường trở về đơn vị sau một trận đánh, máy bay của ông gặp bão cuốn và bị rơi tại làng Laffaux (vùng Hauts-de-France, Pháp), ông bị thương nặng gẫy cánh tay trái, hàm mặt và phần sọ bên dưới, hôn mê chín ngày, nhưng sống sót. Sau khi được chữa trị, ông tiếp tục ra mặt trận. Vì không đủ sức điều khiển máy bay, ông giữ vị trí quan sát trên không trong đội phi hành với phi công Marc Bannin.
Năm 1916, do sức khỏe không cho phép, ông bắt buộc phải từ bỏ sự nghiệp phi công, chuyển sang bộ binh, được thăng hàm Đại úy và bổ nhiệm làm chỉ huy Đại đội 7 (7ème compagnie) thuộc Trung đoàn Lê dương thứ 1, chiến đấu tại mặt trận sông Somme. Ngày 9 tháng 7 năm 1916, trong một cuộc tấn công quân Đức trên địa bàn giữa hai làng Belloy-en-Santerre và Estrée, ông dẫn đơn vị xung phong, bị trúng nhiều phát đạn, chết ngay trên trận tuyến. Thi hài của ông được an táng tại làng Dompierre thuộc vùng Somme.
Năm 1921, người anh cả của ông là Đỗ Hữu Chấn đã cho chuyển hài cốt của ông về an táng trong phần mộ gia đình tại Việt Nam. Từ đường dòng họ Đỗ Hữu hiện nằm trên đường Điện Biên Phủ, Quận 3, Thành phố Hồ Chí Minh, còn gọi là Đền Bà Lớn.

## Vinh danh

Tem Đỗ Hữu Vị được phát hành ở Đông Dương

Trong số những phi công đầu tiên của Pháp xuất xứ từ Đông Dương được ghi nhận có Phan Tat Tao, Cao Đắc Minh, Felix Xuân Nha (Nguyễn Xuân Nha), Đỗ Hữu Vị, nhưng Đỗ Hữu Vị được xem là nổi tiếng nhất. Vì vậy, chính phủ Pháp cho in hình ông trên con tem phát hành khắp Đông Dương, lấy tên ông đặt cho nhiều trường học, quảng trường, nhiều đường phố ở các thuộc địa và chính quốc.
Trước đây tại Việt Nam, đường Đỗ Hữu Vị cũng từng hiện diện tại các thành phố lớn như Hà Nội (nay là phố Cửa Bắc), Đà Nẵng (nay là đường Hoàng Diệu) và Sài Gòn (nay là đường Huỳnh Thúc Kháng), song đa số đều đã bị đổi tên sau năm 1945. Tuy nhiên hiện nay tại Thuận An (Bình Dương) vẫn còn một con đường mang tên Đỗ Hữu Vị nằm bên cạnh chợ Lái Thiêu, chạy song song với đường Pasteur và Phan Đình Phùng.